# 12411 Таннокайо
12411 Таннокайо (12411 Tannokayo) — астероїд головного поясу, відкритий 20 вересня 1995 року.
Тіссеранів параметр щодо Юпітера — 3,564.
Названо на честь Танно Кайо (яп. たんの・かよ(丹野佳代) танно кайо).